# Искър (тральщик проекта 257Д)
Тральщик «Искър» (болг. миночистач «Искър») — один из тральщиков военно-морского флота Болгарии.

## История
Тральщик был построен заводом "Авангард" (город Петрозаводск), 14 сентября 1970 года - передан СССР в состав военно-морского флота Народной Республики Болгария и получил бортовой номер "31". В 1985 году получил наименование «Искър» (в честь буксира-тральщика «Искър», участвовавшего в разминировании русла реки Дунай).
После смены правительства в 1989 году было принято решение о сокращение вооружённых сил и военных расходов, началось сокращение корабельного состава флота.
29 марта 2004 года Болгария вошла в состав блока НАТО и приняла на себя обязательства перейти на использование техники и вооружения, соответствующих стандартам НАТО.
Однако в 2004 году из состава ВМФ Болгарии был исключён тральщик проекта 257Д «Цибър», что позволило использовать детали и запасные части для продления службы однотипного с ним тральщика «Искър», но 9 октября 2012 года он был выведен из состава флота по техническому состоянию.

## Описание
Корабль представляет собой 244-тонный советский базовый тральщик проекта 257Д с корпусом из лёгкой древесины, оклееной стеклотканью. С целью уменьшения магнитного поля корабля, фундаменты механизмов, устройств и оборудования на всех кораблях этого проекта изготавливались из маломагнитной стали и лёгких сплавов. Оснащён дизельным двигателем М-870ФТК мощностью 2200 л.с.
Изначально был оснащён радиолокационной станцией "Дон-2", телевизионным искателем морских мин ИТ-2, электромагнитным искателем-уничтожителем донных мин ИУ-1 и контактным минным тралом МТ-2У. 
В качестве вооружения установлена 30-мм спаренная автоматическая корабельная артиллерийская установка АК-230 (два орудия НН-30) с боекомплектом 2400 шт. выстрелов, также есть возможность довооружения тральщика восемью морскими минами.